# Dynastie Hårfagre

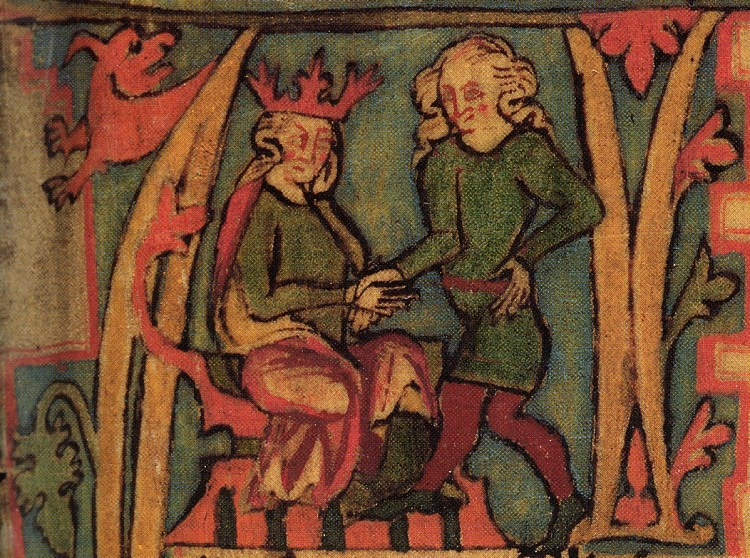
Harald Ier de Norvège, fondateur de la dynastie, prête serment à son père, dans le manuscrit Flateyjarbók

La dynastie Hårfagre (norvégien : Hårfagreætta) est une famille royale fondée par 
Harald à la Belle Chevelure (vieux norrois:Haraldr hárfagri) qui unit et gouverne la Norvège du IXe siècle à 1387 selon l'historiographie traditionnelle, avec juste quelques interruptions ; ou seulement pendant trois générations de rois et se termine avec Harald II à la Grise Pelisse à la fin du Xe siècle comme tendent à l'estimer désormais les historiens contemporains.

## Histoire
La dynastie d'Hårfagre est traditionnellement considérée comme la première dynastie du royaume uni de Norvège. Elle est fondée par le roi Harald Ier connue sous le nom de  Haraldr hinn hárfagri (c'est-à-dire : Harald à la Belle Chevelure), le premier roi de Norvège (en opposition aux rois en Norvège), qui défait et soumet la résistance des rois régionaux en 872 après la Bataille de Hafrsfjord.
Selon la tradition, après qu'Harald à la Belle Chevelure eut unifié le royaume de Norvège, la royauté s'est transmise à ses descendants en ligne agnatique. Au XIIIe siècle la succession au trône est finalement codifiée en ce sens par le roi Magnus VI de Norvège, car contrairement aux autres monarchies scandinaves et au royaume anglo-saxon d'Angleterre, la Norvège n'a jamais été une monarchie élective. Cependant, dans les premiers siècles après le règne de Harald Ier et pendant plusieurs périodes, le pays a été gouverné non par un roi mais par les Jarl de Lade, (vieux-norrois Hlaðir), originaires du nord de la Norvège.
La première de ces périodes s'étend de 975 à 995 avec Haakon Sigurdsson (Hákon Sigurðarson, souvent désigné comme le 'Jarl Haakon'). Aussi, bien que le royaume d'Harald  soit le noyau initial de l'unification de la Norvège, il demeure un petit État et le centre de son pouvoir se limite au Vestfold, dans le sud, et quand le roi meurt le royaume est partagé entre ses fils.
Certains historiens mettent l'accent sur le contrôle monarchique réel sur le pays et affirment qu'Olav II (Olav le Gros, qui devient ensuite saint Olav), qui règne à partir de 1015, est le premier roi à avoir contrôlé la totalité du pays. Il est généralement avancé que ce phénomène est lié l'adoption du christianisme et que le souverain est ensuite considéré comme Rex Perpetuum Norvegiæ (c'est-à-dire Roi de la Norvège éternelle),. Toutefois, plusieurs provinces ne se soumettent finalement à la dynastie que sous le règne Harald III (Harald Hardrada, r. 1046–1066). Certaines d'entre elles, bien qu'étant considérées comme soumises à la royauté norvégienne, n'hésitèrent pas se reconnaître vassales du royaume de Danemark, comme le Jarl Haakon lui-même un moment.

## Une généalogie incertaine
Après la reconnaissance de la sainteté d'Olaf II de Norvège, les successeurs de son demi-frère Harald III sont connus sous le nom de « dynastie de Saint-Olaf ». Les points problématiques ou points de ruptures généalogiques dans le lignage médiéval de la prétendue Hårfagreætta sont:
- qu'Olaf Ier et/ou Olaf II descendent bien d'Harald Ier de Norvège (Harald Hårfagre)
- que Harald III descende lui aussi d'Harald Ier,
- que Harald IV soit le fils du roi Magnus III,
- que le roi Sverre soit le fils du roi Sigurd II,
- que Haakon IV de Norvège soit le fils du roi Haakon III

Chacun d'entre eux surgit de « nulle part » et s'empare du royaume, les trois derniers prétendent de plus être des fils naturels jusqu'alors inconnus d'un roi antérieur.
Olaf Ier est historiquement connu pour avoir revendiqué être dans la descendance masculine de Harald Ier, en tant que petit-fils du soi-disant fils de Harald, Olaf Haraldsson Geirstadalf de Viken. Et Olaf II est connu pour avoir revendiqué la descendance de Harald Ier en tant qu'arrière-petit-fils de Harald Ier, par son fils Bjørn Farmann roi de Vestfold. Les sources contradictoires affirment que la région du Viken en Norvège et le Vestfold, ne faisaient pas partie des domaines de Harald Ier mais étaient soumis aux Danois. La fiabilité de ces deux revendications dépend de la crédibilité des récits islandais, en particulier de la Heimskringla et des sources utilisées pour la compiler.
Harald III est historiquement attesté comme ayant revendiqué le royaume avec son demi-frère maternel Olaf II de Norvège, dont le père — comme mentionné ci-dessus — est proclamé descendant d'Harald Ier bien que cette ascendance soit sujette à quelques doutes. Des récits postérieurs, notamment les sagas composées sous le patronage de la cour royale des descendants d'Harald III, assurent que le père dudit Harald III était également un descendant d'Harald Ier par un soi-disant fils Sigurd Hrise. Appuyées sur des sources historiques, ces revendications de descendance d'Harald Ier ont pour origine celles d'Olaf Ier et d'Olaf II, apparemment connues de leurs contemporains seulement un siècle plus tard comme cela semble le cas pour Harald III. Avec, Harald III commence la dynastie Hardrada, une lignée putative de la dynastie Hårfagreætta, dont les membres sont alors connus sous le nom de dynastie de Saint Olav en honneur du demi-frère de son fondateur.
Harald Gillechrist arrive en Norvège de son Irlande natale et proclame qu'il est un fils naturel de  Magnus III, conçu lors de la dernière des expédiions irlandaises de ce roi. Sa revendication est basée sur le récit de sa mère irlandaise et le cercle familial de sa jeunesse. Avec, Harald IV commence la dynastie Gille ou Gylle ou « lignée irlandaise », une branche putative de la prétendue dynastie ancienne
Le plus douteux des fils allégués, pratiquement considéré comme un usurpateur par les 
historiens contemporains,, c'est Sverre, qui arrive en Norvège de ses îles Féroé natales, prend la tête dans la guerre civile, du parti combattant devenu sans chef des Birkebeiner, et proclame être le fils naturel du roi Sigurd II par Gunhild, sa mère bien attestée. Sverre aurait été conçu pendant le mariage de sa mère avec un autre homme, Unas. Selon la légende, c'est seulement devenu adulte que Sverre aurait appris de sa mère le nom de son  géniteur réel. Sur la base de sources historiques, nul autre ne semble avoir donné de crédit à l'histoire. En fait, au cours de cette étape de la guerre civile, la lutte était si intense que la vérité généalogique avait évolué vers un concept relatif. Beaucoup de prétendants royaux revendiquaient être des fils du roi Sigurd II, et c'était surtout une déclaration politique car leur prétention était au mieux douteuse. Cela avait peut-être comme réelle signification qu'ils avaient seulement la volonté de poursuivre la politique menée par Sigurd et son parti, et en ce sens ils étaient ses « fils ». Avec, Sverre, commence la « Maison de  Sverre » ou « branche des îles Féroé », une lignée putative de la prétendue dynastie ancienne. La Maison de Sverre apparaît également dans des contextes non norvégiens ; par exemple lorsqu'un de ses membres féminins, Margaret la Maid of Norway, hérite de la couronne d'Écosse.
Haakon IV naît après la  mort du roi Haakon III, d'une jeune paysanne. Inga de Varteig affirme avec le cercle des intimes du dernier roi qu'elle était la maîtresse du souverain et que le garçon auquel elle donne naissance avait été conçu par lui. Des quatre points de descendance problématiques mentionnés précédemment, il apparaît, en premier, comme le plus digne de confiance. De ce fait, Haakon IV, qui pourrait être à l'origine d'une nouvelle dynastie est généralement considéré comme le continuateur de la  Maison de Sverre (ou branche des îles Féroé). Cependant
son propre statut de membre d'une lignée de la Hårfagreætta reste incertain.

### Roi et prétendants par lignées
Ligné principale:
- Harald Ier de Norvège Harald à la Belle Chevelure (Harald Hårfagre) : c. 890 – c. 930
- Éric Ier de Norvège Éric Hache sanglante (Eirik Blodøks) : c. 930–934
- Haakon Ier de Norvège Haakon le Bon (Håkon den Gode) : 934–961
- Harald II de Norvège Harald Grise pelisse (Harald Gråfell): 961–976

Lignée du Viken:
- Olaf Ier de Norvège Olaf Tryggvason : 995–1000

Lignée du Vestfold, dite  dynastie de saint Olav:
- Olaf II de Norvège Olaf Haraldsson, Olaf le Gros, Saint Olav (Olav Digre / Sankt Olav / Olav den Hellige) : 1015–1028
- Magnus Ier de Norvège Magnus le Bon (Magnus den Gode) : 1035–1047

Dynastie Hardrada:
- Harald III de Norvège Harald Hardrada (Harald Hardråde) : 1046–1066
- Magnus II de Norvège Magnus Haraldsson : 1066–1069
- Olaf III de Norvège Olaf le Tranquille (Olav Kyrre) : 1066–1093
- Haakon Magnusson (Håkon Magnusson  Toresfostre) : 1093–1094
- Magnus III de Norvège Magnus (aux) Pieds nus (Magnus Berrføtt) : 1093–1103
- Olaf Magnusson : 1103–1115
- Eystein Ier de Norvège (Øystein Magnusson) : 1103–1123
- Sigurd Ier de Norvège Sigurd le Croisé (Sigurd Jorsalfare) : 1103–1130
- Magnus IV de Norvège Magnus l'Aveugle (Magnus Blinde): 1130–1135
  - Sigurd Magnusson Sigurd le Mauvais ( Sigurd Slembdjakn): 1135–1139, roi rival
- Magnus V de Norvège Magnus Erlingsson : 1161–1184
  - Olav Ugjæva : 1166–1169, roi rival
  - Sigurd Magnusson : 1193–1194, roi rival
  - Inge Magnusson : 1196–1202, roi rival
  - Erling Steinvegg : 1204–1207, roi rival

Dynastie Gille:
- Harald IV de Norvège Harald Gille : 1130–1136
- Sigurd II de Norvège Sigurd Munn : 1136–1155
- Eystein II de Norvège (Øystein Haraldsson) : 1142–1157
- Magnus Haraldsson Magnus Haraldsson : 1142-1145
- Inge Ier de Norvège Inge le Bossu (Inge Krokrygg) : 1136–1161
- Haakon II de Norvège Haakon aux larges épaules (Håkon Herdebreid) : 1157–1162
  - Sigurd Markusfostre : 1162–1163, roi rival
  - Eystein Meyla Eystein la Jeune fille (Øystein Møyla) : 1174–1177, roi rival
  - Jon Ingesson Kuvlung : 1185–1188, roi rival
- Inge II de Norvège (Inge Bårdsson) : 1204–1217

Philip Simonsson et Skúli Bárdarson ne peuvent pas facilement se rattacher à la dynastie. Demi-frères de rois, ils n'ont pas de relations conuues, même en ligne féminine, avec les autres souverains.
Maison de Sverre:
- Sverre de Norvège Sverre Sigurdsson : 1177–1202
- Haakon III de Norvège Håkon Sverreson : 1202–1204
- Guttorm Sigurdsson : 1204

Lignée illégitime de la maison de Sverre:
- Haakon IV de Norvège Håkon IV Håkonsson : 1217–1263
  - co-roi Haakon Haakonsson le Jeune
- Magnus VI de Norvège Magnus le Législateur (Magnus Lagabøte) : 1263–1280
- Éric II de Norvège Eric Magnusson : 1280–1299
- Håkon V Magnusson : 1299–1319